# Moog-Synthesizer

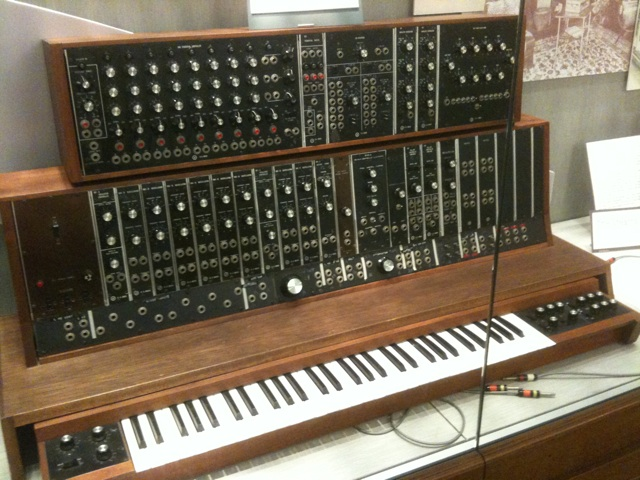
Erster Moog-Synthesizer, 1964

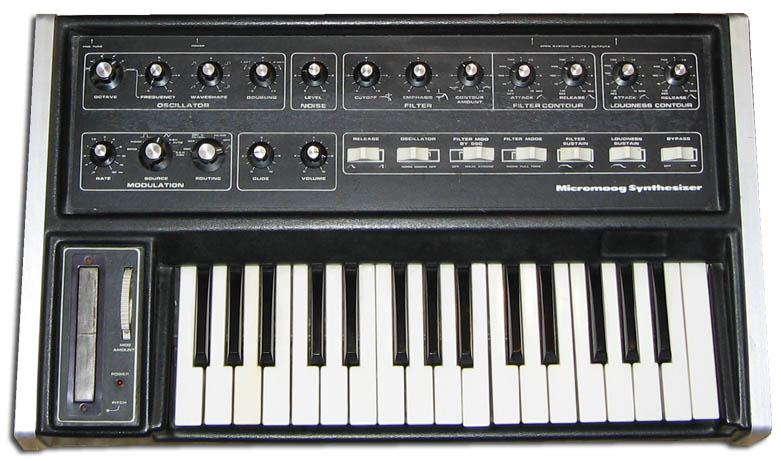
Ein Micromoog

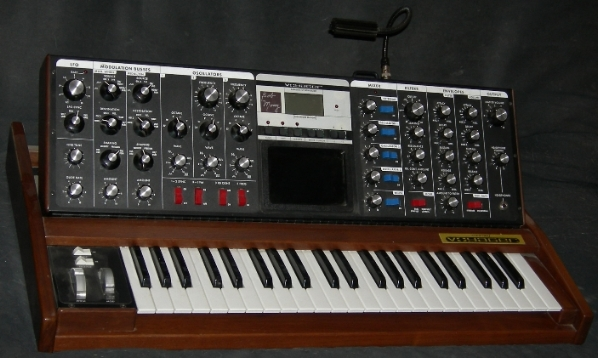
Ein Minimoog Voyager (2002–15)

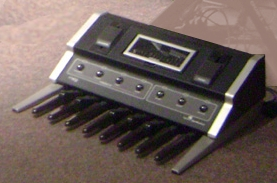
Ein Moog Taurus

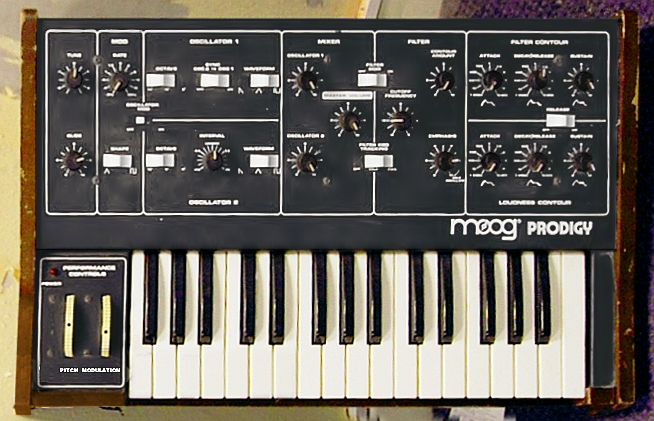
Moog Prodigy

Moog-Synthesizer sind Modulare Synthesizer von Robert Moog, der auch die ersten Synthesizer dieser Art entwickelte, gegründeten Unternehmens Moog Music.

## Geschichte

### Anfänge
Die ersten Versuche, Klänge auf elektronischem Wege zu erzeugen, stellte Moog in den 1950er Jahren an, aber erst in den 1960er Jahren, als der Transistor die Elektronenröhre ersetzte, war es Moog möglich, ein vom Stromverbrauch und der Größe her akzeptables Studiogerät herzustellen. Moog kam 1964 mit einem modularen Synthesizersystem auf den Markt, das einem Schrank mit einer Klaviatur ähnelte. Von 1968 bis 1973 wurden die Modularsynthesizer der Reihen Ic/Ip, IIc/IIp und die beiden aus jeweils über 40 Modulen bestehenden IIIc/p erschaffen. Die c-Modelle waren für Tonstudios konzipiert und die p-Modelle sollten für den Gebrauch bei Aufführungen portabel sein.
Im Jahr 1968 erschien ein Musikalbum, das den Moog-Synthesizer schlagartig als ernst zu nehmendes Musikinstrument bekannt machte, insbesondere unter Pop-Musikern: Switched-On Bach von Walter Carlos. Dieses Album interpretierte Musik von Johann Sebastian Bach auf rein elektronische Weise. Es klang so revolutionär und eingängig, dass Switched-On Bach zum damals weltweit meistverkauften Klassik-Album wurde. Eingespielt hatte Carlos das Album in New York mit einem modularen Moog-System. Weil der Moog monophon, also einstimmig tönte und es MIDI, Personal Computer und Sequencer-Programme noch nicht gab, wurde die Musik in vielen Durchläufen auf einem Achtspur-Bandgerät eingespielt.
George Harrison benutzte im November 1968 einen Moog-Synthesizer auf seiner Platte Electronic Sound und mit der Band The Beatles auf Abbey Road, auf der auch Paul McCartney (bei Maxwell’s Silver Hammer) darauf spielte. Robert Moog hatte der Band bei EMI und in den Londoner Abbey Road Studios gezeigt, wie man den Synthesizer verwendet. Eberhard Schoener erwarb den von den Beatles zurückgegebenen Moog-Synthesizer persönlich bei Robert Moog in Trumansburg (380 km nordwestlich von New York City) für den Preis von 40.000 US-Dollar; mit der Seriennummer 002 brachte er damit das erste Gerät mit nach Deutschland. Für das Billig-Label Pickwick spielte Sy Mann 1969 mit Switched-On Santa ein Weihnachtsalbum mit dem Moog-Synthesizer ein.

### 1970er Jahre
Den wirtschaftlichen Durchbruch schaffte das Unternehmen jedoch erst mit dem Minimoog, dem ersten tragbaren Kompaktsynthesizer mit integrierter Tastatur, der 1970 erschien. In den 1970er Jahren fehlte das Gerät in kaum einem Studio. Auch Paul McCartney setzte den Minimoog ein – etwa 1973 in den Musikstudios von Lagos. Berühmt war der Einsatz des synthetischen Klangs z. B. in der Musik von Keith Emerson und Chick Corea, Stevie Wonder, Uriah Heep, Manfred Mann, am auffälligsten aber bei Elektronik-Bands wie Kraftwerk und Tangerine Dream. Pink Floyd setzten den Mini-Moog 1975 sehr prominent in dem Stück Shine On You Crazy Diamond ein. Steve Winwood erkannte das Potential des Synthesizers für kraftvolle Bass-Sounds. Ab 1978 verwendete die kanadische Bombast-Rockband Saga die Moog-Synthesizer für ihre Keyboard-geprägte Musik. In den 1990er-Jahren galt der Moog-Synthesizer bereits als „Retro“. Typische Beispiele für seinen Einsatz finden sich in dem von Warren G oder Dr. Dre vertretenen G-Funk. Neben dem satten Bass sorgte das Gerät insbesondere für hochfrequente, mit Portamento versehene Pfeifklänge.
Moog brachte 1973 eine neue Serie an Modularsynthesizern heraus. Die Synthesizer System-15, -35 und -55 ersetzten die Reihen Ic/Ip, IIc/IIp und IIIc/IIIp sowie die neueren Model-10 (1971) und Model-12 (1972) und wurden bis 1981 gebaut.
Eine ganze Albumserie widmeten Klaus Schulze und Pete Namlook dem Synthesizer und seinem Erfinder unter dem Titel Dark Side of the Moog. Der Minimoog dient heute noch als Referenz zur klanglichen Beurteilung aktueller Hardware- und Software-Synthesizer.
Mit der Zeit entwickelten andere Hersteller Synthesizer rasant weiter. So kam im Verlauf der 70er Jahre Multitimbralität, Speicherbarkeit von Einstellungen, Polyphonie, Anschlagsdynamik und MIDI-Kompatibilität. Diese Eigenschaften fehlten dem Verkaufsschlager Minimoog. Daher entwickelte das Unternehmen zuerst die Prototypen Moog Lyra und Moog Apollo und in den Folgejahren weitere Modelle, wie beispielsweise den Micromoog (1975) oder den Polymoog (1976).
Um den charakteristischen Moog-Sound auch für jeden erschwinglich zu machen, entwickelte Moog Ende der 1970er Jahre den „Prodigy“. Dieser sehr kompakte Synthesizer sollte nach dem Minimoog das erfolgreichste Modell werden. Die Band The Prodigy benannte sich nach diesem Synthesizer. Ein innovatives Design für einen Synthesizer ist der seltene „Moog Taurus“ (1976–1981), der in Form eines Basspedals gebaut ist und einen sehr voluminösen Sound erzeugt.
Nachdem Robert Moog sich immer mehr aus der aktiven Entwicklung der Instrumente zurückgezogen hatte, verließ er 1977 die Firma; weitere Synthesizer wurden ohne ihn produziert.

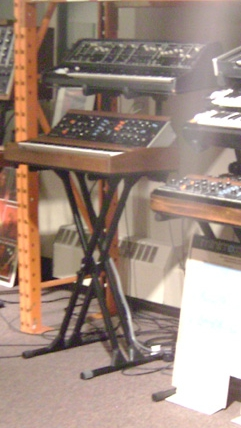
Minimoog (unten) und Lyra (oben)

### 1980er Jahre
Durch besondere optische Präsenz fiel das Modell „Liberation“ auf, die erste serienmäßig gefertigte Keytar. Sie wurde u. a. von Nena, der Spider Murphy Gang, Asia und Jan Hammer populär gemacht. Sie basierte technisch auf dem Moog Opus 3 und bot eine auf dem Frequenzteilersystem basierende Polyphonie.
Jean-Michel Jarre verwendet eine Vielzahl verschiedener Modelle von Moog in seinen Produktionen. Zum Beispiel auf Oxygene kommen u. a. Moog Modular und Minimoog zum Einsatz. 
Das wichtigste Modell der 1980er Jahre von Moog Music war der Memorymoog, der als erster Moog Einstellungen abspeichern konnte. Da aber dieses Abspeichern schon seit den 1970ern in Synthesizern möglich war und Modelle wie der Yamaha DX7 den Memorymoog überschatteten, war der Synthesizer kein großer Erfolg.
Durch die Insolvenz 1987 endete zunächst die Ära der originalen Moog-Synthesizer. Der Moog Prodigy wurde bis 1984 produziert. Es gibt ca. 11.000 Exemplare.

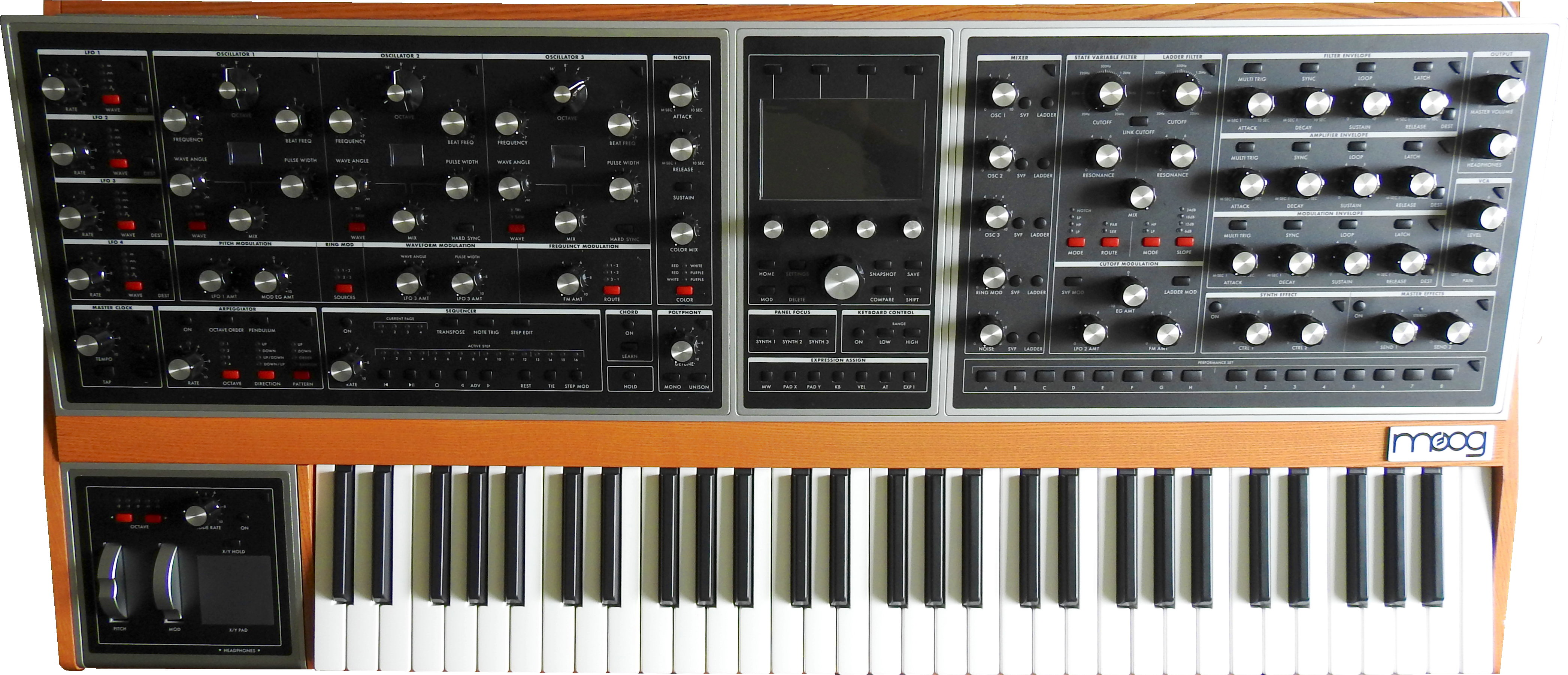
Moog One (polyphon)

## Komponenten

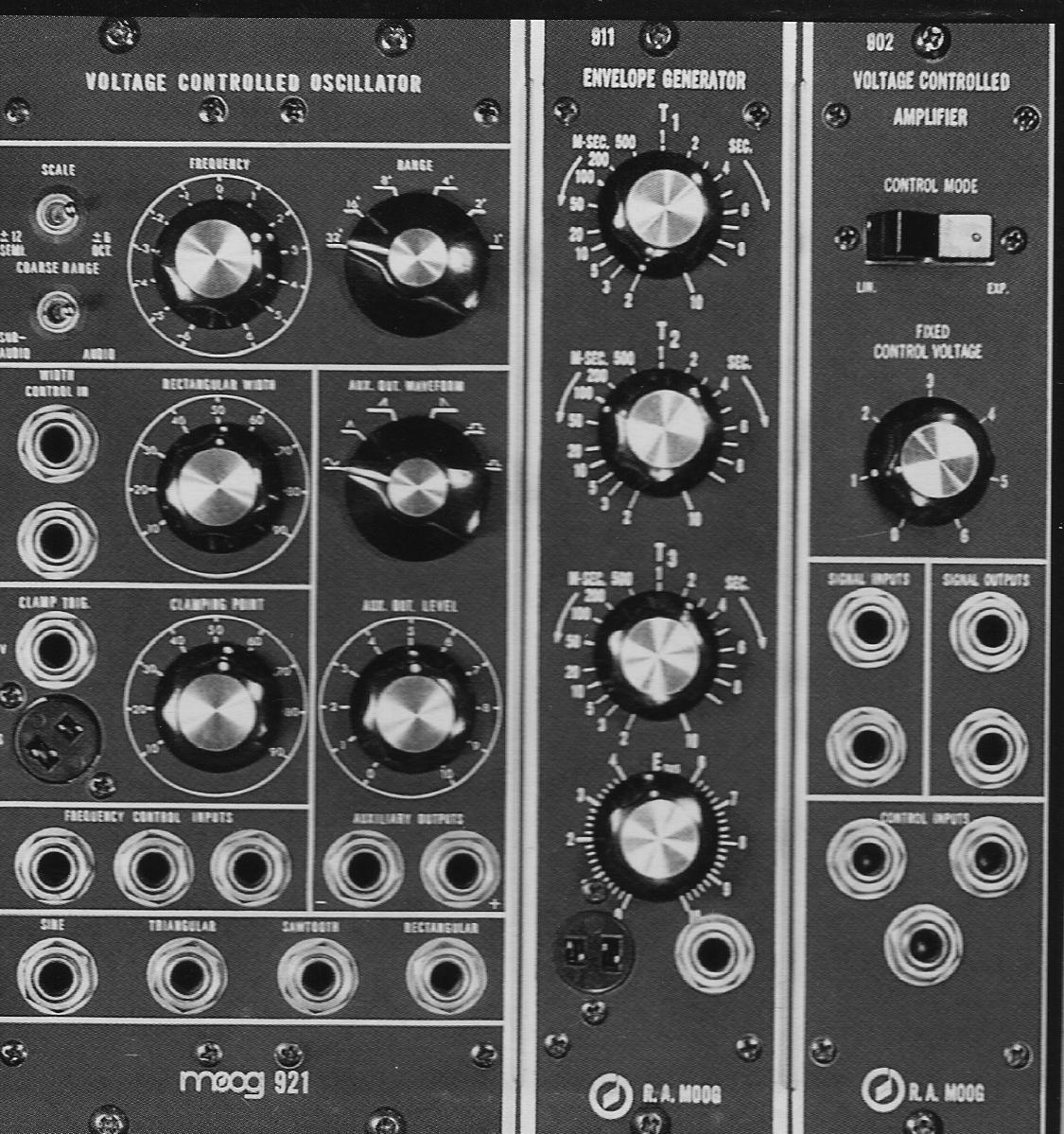
Module: VCO, Hüllkurvengenerator und VCA

### Hauptkomponenten
Der klassische Moog-Synthesizer besteht aus separaten Modulen – wie Oszillatoren, Verstärkern, Hüllkurvengeneratoren, Filtern, Rauschgeneratoren, Ringmodulatoren, Triggern und Mischpulten –, die über Patchkabel auf vielfältige Weise miteinander verbunden werden können. Die Module können auch zur gegenseitigen Steuerung verwendet werden. Der Moog produziert erst dann Klang, wenn eine funktionierende Kombination von Modulen angeschlossen ist.
Der Synthesizer kann mit Controllern wie Tastaturen, Joysticks, Pedalen und Bändchen-Controllern gespielt werden. Die Oszillatoren können verschiedene Wellenformen mit unterschiedlichen Tönen und Obertönen erzeugen, wie z. B. eine „helle, volle, messingfarbene“ Sägezahnwelle, eine dünnere, flötenähnliche Dreieckswelle, eine „nasale, schilfartige“ Pulswelle und eine „pfeifenähnliche“ Sinuswelle. Diese Wellenformen können moduliert und gefiltert werden, um mehr Klangkombinationen zu erzeugen (subtraktive Synthese). Die Oszillatoren waren schwer in Stimmung zu halten, und kleine Temperaturänderungen ließen sie schnell driften. Da Moogs frühe Kunden mehr daran interessiert waren, experimentelle Musik zu schaffen, als konventionelle Melodien zu spielen, hielt Moog es nicht für vorrangig, sie stabil zu halten.

### Moog-Ladder-Filter
Wesentlicher Bestandteil vieler seiner Synthesizer ist ein von Robert A. Moog selbst entwickeltes spannungsgesteuertes Filter, das 1966 patentiert wurde. Es besteht aus Transistoren, welche, abhängig von einem Steuersignal, eine oder mehrere Lastkapazitäten unterschiedlich stark durchschalten und auf diese Weise die Grenzfrequenz eines 24-dB-Tiefpassfilters verändern.
Es wird aufgrund seines eigenen Klangs häufig kopiert und in unterschiedlichster Weise auch in heutigen Synthesizern verwendet. Es existieren sowohl weitgehende Kopien des Originals und Modifikationen in Form analoger Elektronik in Analog- und Hybridsynthesizern als auch digitale Implementierungen als Software in DSPs, FPGAs sowie als VST, und es ist Gegenstand wissenschaftlicher Betrachtungen. Die Funktion wurde von unterschiedlichen Autoren untersucht und es wurden mathematische Modelle entwickelt. Eine in C geschriebene und quelloffene Emulation des Ladderfilters ist u. a. als Pure-Data-Objekt verfügbar. Einige Implementierungen existieren als open source Code.
Es existieren auch Derivate mit Dioden als Ersatz für die Transistoren. Eine so modifizierte Variante wird in der TB 303 angewendet. Diese weicht aber im Klang ab, u. a. wegen der andersartigen Flankensteilheit.

## Moog-Synthesizer in Museen
Eine Reihe von Moog-Synthesizern ist in Museen ausgestellt. Der von Robert Moog für den Komponisten Max Brand um das Jahr 1960 gebaute Prototyp des Moog-Synthesizers steht im Max Brand Archiv in Langenzersdorf (Österreich). Ein Moog IIIp von Eberhard Schoener steht im Deutschen Museum. In den USA befindet sich ein speziell Robert Moog gewidmetes Museum in North Carolina.